# Expressgut
Expressgut ist eine Form der Beförderung von Gütern in verschiedenen Verkehrsträgern.

## Eisenbahn

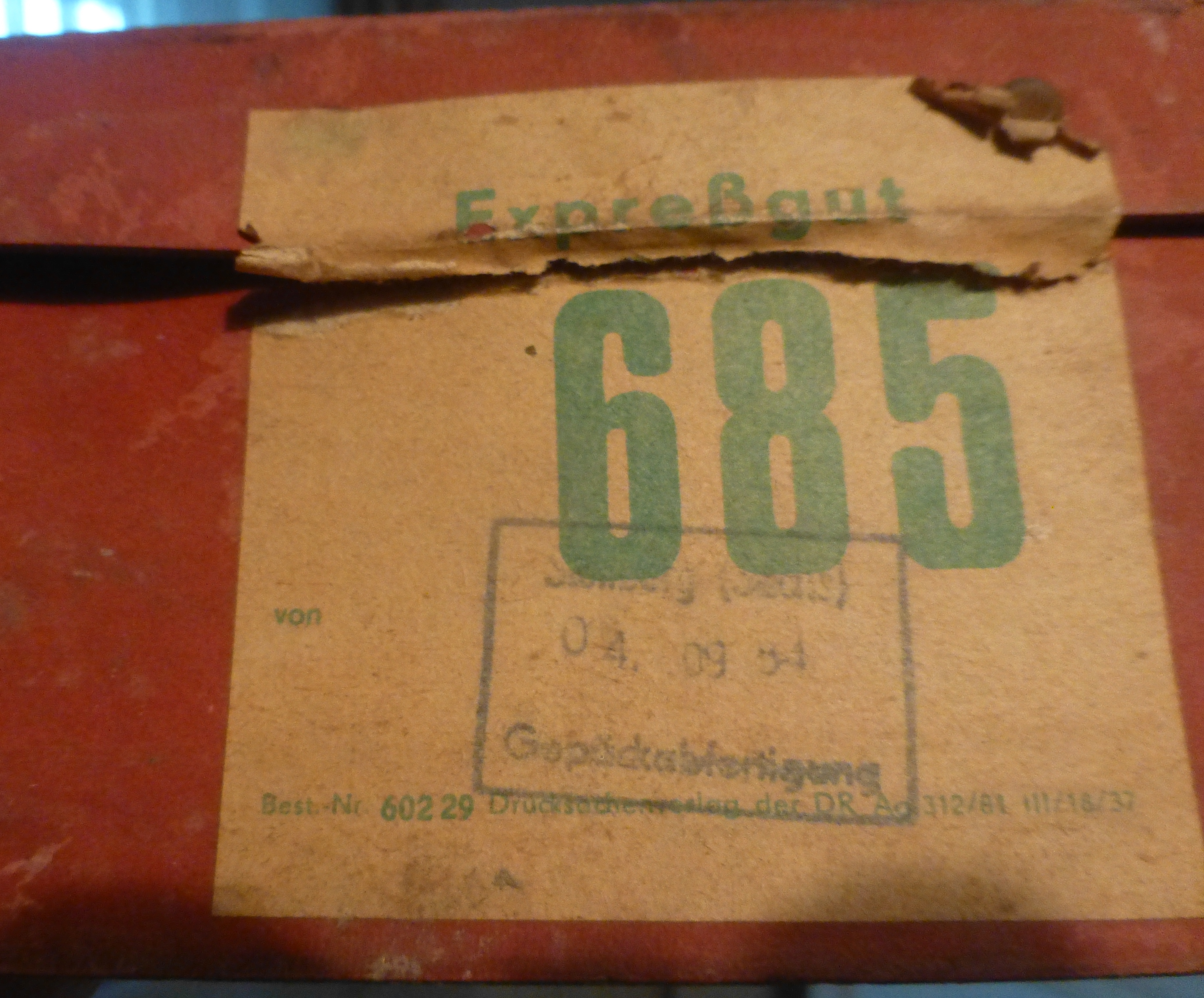
Expressgut-Etikett der Deutschen Reichsbahn (ca. 1984)

Expressgut wurde wie Reisegepäck, Post, Lebensmittel und leicht verderbliche Güter in Reisezügen befördert. Damit war ein rascher und weitgehend planbarer Versand an den Empfänger möglich. Im Gegensatz dazu wurde Stückgut in Güterzügen befördert, Eilgut in Eilgüterzügen.
Angenommen wurden alle Gegenstände, die sich nach Art, Gewicht und Verpackung zur Mitnahme in den Reisezügen mitgeführten Gepäckwagen eigneten. Es wurde während der gesamten Dienstzeit der Bahnhöfe angenommen, auf größeren Bahnhöfen am Gepäckschalter, auf kleineren Stationen am allgemeinen Fahrkartenschalter.
Die (entfernungsabhängigen) Frachtkosten bestimmten sich nach dem Deutschen Eisenbahn-Personen-, Gepäck- und Expreßguttarif, Auszüge und Tariftabellen wurden auch in Kursbüchern, Fahrplänen und besonderen Frachttafeln veröffentlicht.
Aus Rationalisierungsgründen entfielen ab den späten 1970er Jahren (auch durch Einführung der Intercity-Züge) nach und nach die Gepäckwagen in den Reisezügen, außerdem war die für das Be- und Entladen notwendige Aufenthaltszeit sowie die Vorhaltung von Personal und Gepäckkarren auf den Stationen unwirtschaftlich. Bei großen Bahnhöfen gab es zwischen den Gleisen z. T. eigene Gepäckbahnsteige. Der Expressgutverkehr mit Personenzügen wurde bei der Deutschen Bundesbahn mit Ablauf des Jahresfahrplans 1989/1990 und in der Form eigener GEP-Züge bei der Deutschen Bahn AG im Jahr 1998 eingestellt.
Bei der Deutschen Reichsbahn verkehrten besondere Gepäck- und Expressgutzüge (Gex) mit entsprechenden Aufenthaltszeiten für die Be- und Entladung.
Im internationalen Verkehr erließ das Internationale Eisenbahntransportkomitee die Vorschrift Einheitliches Reglement betreffend den internationalen Eisenbahn-ExpreBgutverkehr.

## Luftfracht
In der Luftfracht ist Expressgut Eil- und Notsendungen mit höherer Dringlichkeit als Standardfracht.
Dabei werden auf Linien- oder Charterflügen beispielsweise dringend benötigte Arzneimittel, Ersatzteile, Dokumente oder Datenträger transportiert.

## Güterkraftverkehr
Im Güterkraftverkehr ist Expressgut neben Sammelgut und Vollladungen eine von drei wesentlichen Transportarten.